# Пат, Джон
Джон Пат (Парт) (англ. John Part) — канадский профессиональный дартсмен, выступавший в турнирах под эгидой BDO и PDC. Ныне - спортивный комментатор и участник турниров Старшей Лиги WDST. Известен под прозвищем Darth Maple.
Трехкратный чемпион мира, дважды - на турнире PDC (2003, 2008) и один раз - BDO (1994). Победитель 42 профессиональных турниров, в том числе четырёх мейджоров. Победитель Las Vegas Desert Classic (2006).
Считается одним из лучших игроков в дартс в истории и лучшим игроком в дартс из Северной Америки. Также он стал первым игроком не из Великобритании, выигравшим чемпионат мира, и единственным неевропейцем на сегодняшний день, выигрывавшим чемпионат мира PDC.
Пат стал вторым несеяным игроком, выигравшим чемпионат мира BDO, проиграв при этом за весь турнир только один сет. Его девятилетний разрыв между первым и вторым чемпионствами является самым длительным (вместе с Тедом Хэнки) на чемпионатах мира, а его победа в 2008 году позволила ему стать первым игроком в истории, выигравшим титул чемпиона мира на всех трех аренах, и первым победителем в Александра-палас. Его третий титул позволил ему присоединиться к Филу Тейлору, Эрику Бристоу, Раймонду ван Барневельду и Джону Лоу, и войти в число игроков с тремя или более чемпионствами, и стать вторым игроком после Тейлора, выигравшим несколько титулов PDC.
В 2017 году был включен в Зал славы PDC, став его 14-м членом.

## Карьера

### Ранняя карьера
Джон получил мишень для дартс в подарок на рождество 1987 года от родителей. Несмотря на слабое освещение дартса и практически полное отсутствие прямых трансляций в Канада в те годы, Пату все же удавалось посмотреть чемпионат мира и турнир World Masters, благодаря чему он учился игре у самых известных чемпионов в этом виде спорта, в частности у Боба Андерсона. Мало что известно о годах становления Пата, но он выиграл свой первый значительный титул на Syracuse Open в 1991 году и стал профессионалом в том же году. Вскоре он уже представлял Канаду на Чемпионате мира WDF. Парт заявил, что он был «сформирован североамериканской игрой как игрок в дартс», и что его опыт игры против лучших североамериканских игроков того времени дал ему возможность выиграть чемпионаты мира.

### BDO
К 1993 году Пат стал игроком с самым высоким рейтингом в Канаде и принимал участие в престижных соревнованиях под эгидой BDO. Первым серьёзным успехом стала победа на чемпионате мира WDF 1993 года, где он и Карл Мерсер в составе сборной Канады стали чемпионами в парном разряде.
Тем не менее Пат все еще был относительно неизвестным игроком, когда квалифицировался на чемпионат мира 1994 года. Это был первый чемпионат мира BDO после скандального раскола в дартсе, и, как следствие, в состав участников вошло много новичков и дебютантов, включая самого Пата. В первом раунде Пат обыграл второго сеяного Ронни Бакстера в двух сетах, а затем вышел в финал, обыграв Пола Лима, Стива Макколлума и Ронни Шарпа и проиграв по пути всего один сет. В финале он встретился с харизматичным ветераном Бобби Джорджем и выиграл со счетом 6–0 по сетам.
Менее чем через шесть лет после получения своей первой доски для дартса, Пат выиграл чемпионат мира. Он стал первым небританским игроком, сделавшим это, и он одним из немногих игроков, выигравших турнир в своем дебютном участии. Проиграв всего один сет за весь чемпионат, Пат повторил рекорд Эрика Бристоу на чемпионате мира 1984 года. Впоследствии Фил Тейлор также повторил это достижение на чемпионате мира 2001 года.
Пат, однако, не закрепил свой ранний успех в течение большей части 90-х годов. Несмотря на большее количество побед на североамериканских турнирах, включая Canadian Open и Canadian National Championships в 1995 году, ему не удавалось достичь успехов в Великобритании. На чемпионате мира BDO 1995 года, защищая свой титул, Пат выиграл только один матч, проиграв во втором раунде Полу Уильямсу. Пат и Уильямс снова встретились в первом раунде чемпионата мира 1996 года, на этот раз победителем стал Пат, но после триумфа 1994 года он больше не выходил в четвертьфинал чемпионата мира. Также он ни разу не выходил в четвертьфинал турнира World Masters за всю свою карьеру в BDO.

### Первые годы в PDC
В июне 1997 года Пат покинул BDO и присоединился к конкурирующей PDC и с тех пор принимал участие в турнирах под её эгидой. В июле 1997 на своём первом турнире PDC, World Matchplay, Пат проиграл в предварительном раунде шотландцу Дрю О'Нилу со счётом 4–6.
Однако присоединение к PDC изначально не принесло Парту тех улучшений, на которые он надеялся. Его выступления на крупных турнирах по-прежнему были посредственными, включая ранние вылеты с чемпионатов мира 1998 и 1999 годов. Однако новое тысячелетие принесло Парту небольшой успех. Несмотря на посредственный чемпионат мира 2000 года, где он выбыл в 1/16 финала, он одержал победу на турнире Eastbourne Open 2000. Затем Пат добился своего наибольшего успеха на крупном турнире PDC, выйдя в четвертьфинал турнира Мирового Гран-при 2000 года, где уступил Питеру Манли со счётом 4-6.

### 2001–2003: Чемпион Мира PDC и первый номер мирового рейтинга
Чемпионат мира 2001 стал поворотным моментом в карьере Пата, несмотря на поражение в финале. Он уверенно прошел турнир до полуфинала, где победил ветерана Рода Харрингтона со счётом 6–5 и вышел в свой первый крупный финал PDC. Там он встретился с Филом Тейлором, который к тому моменту выиграл последние шесть чемпионатов мира и считался величайшим игроком в дартс. Это была первая встреча Парта и Тейлора в официальном матче PDC. Тейлор, который был в потрясающей форме на протяжении всего турнира, в финале набирал в среднем 107.46 очков и имел показатель удвоений 72%, что до сих пор является одним из самых доминирующих показателей в финалах чемпионатов мира; Пат выиграл только три лега за весь матч, в то время как Тейлор одержал уверенную победу со счетом 7–0. Выступление Тейлора, описанное The Guardian как „смехотворное“,, а комментатором Сидом Уодделлом - „как беспощадный пример почти полного совершенства“ и „уничтожение“, могло бы серьезно повлиять на уверенность Пата. Однако это только дало канадцу дополнительную мотивацию бросить вызов лучшему игроку мира.
В течение следующих двух лет Пат выиграл ряд второстепенных титулов, поднялся на второе место в рейтинге Order of Merit и развил соперничество с Тейлором, которое определило этот этап его карьеры. В четвертьфинале World Matchplay 2001 Тейлор победил Пата со счётом 16–4. В четвертьфинале чемпионата мира 2002 года Пат снова проиграл Тейлору, на этот раз со счётом 6–0; Тейлор выиграл свой восьмой подряд чемпионат мира и десятый чемпионат мира в целом. Однако Пат устроил Тейлору серьезное испытание в финале World Matchplay 2002. В матче до 18 легов Парт лидировал со счетом 16–15, но Тейлор ошеломил канадца, взяв три лега подряд и выиграв матч со счётом 18–16. Финал того года считается классикой дартса. В октябре Пат снова вышел в финал турнира Мирового Гран-при, на этот раз Тейлор уверенно победил Парта со счетом 7–3 в сетах, хотя Парт оправился от слабого старта и отставания в 1–5, чтобы дать Тейлору бой в последних 4 сетах. Тейлор и Пат теперь являлись двумя лучшими игроками мира, однако серьезные сомнения вызывала способность Пата победить Фила после пяти поражений, включая два сухих поражения на чемпионатах мира и близкое поражение на World Matchplay 2002.
Перед чемпионатом мира 2003 года Тейлор был явным фаворитом. Однако во время турнира Тейлор продемонстрировал больше уязвимостей, чем на предыдущих чемпионатах мира, и Уэйн Мардл и Деннис Смит выиграли у Тейлора по 3 сета. Тем не менее Тейлор уверенно выиграл полуфинал против Алана Уорринера-Литтла со счётом 6–1. Парт, как второй сеяный номер, одержал победу в первом раунде над Клиффом Лазаренко со счётом 4-1 и во втором - над Джейми Харви со счётом 5–3. При счете 3–3 по сетам и 2–2 по легам, Парт закрыл окончание в 161 очков, в то время как у Харви оставалось 40. Затем Пат разгромил Криса Мэйсона со счётом 5–0 в четвертьфинале. В трудном полуфинальном матче Пат Кевина Пэйнтера со счетом 6–4.

#### Финал Чемпионата мира 2003
Перед финалом шансы были не на стороне Пата. За два года он проиграл все 13 сетов на чемпионатах мира и все пять телевизионных матчей против Тейлора. Пат только что прошел через утомительный полуфинал против Пэйнтера, в то время как Тейлор легко справился с Уорринером. Наконец, Тейлор выиграл восемь чемпионатов мира подряд и имел 44-матчевую победную серию на турнире. Вопреки прогнозам, Парт немедленно заявил о своих намерениях в финале, закрыв 121 через булл в первом же леге. После этого он повёл со счётом 3–0 и 4–1 по сетам, но это только подстегнуло Тейлора взять следующие четыре сета и выйти вперед 5–4. Пат выиграл следующие два сета, повёл со счетом 6–5 и был в одном сете от титула. Однако Тейлор выиграл 12-й сет и перевел матч в решающий, 13-й. Пат взял лег на начале Тейлора, удержал преимущество и выиграл титул первым матч-дротиком. Он стал чемпионом мира во второй раз и прервал победную серию Тейлора, нанеся ему первое поражение на чемпионатах мира с 1994 года. Этот финал считается одним из величайших матчей в дартс. Пат заявил, что эта победа была самой особенной из всех его побед.
Также как и в случае с первым чемпионством в BDO, он стал первым небританским игроком, выигравшим чемпионат мира PDC. Пат стал третьим игроком, выигравшим чемпионат мира в обеих организациях (после Пристли и Тейлора, позже ван Барневельд стал четвертым). Благодаря своей победе Парт поднялся на первую позицию в рейтинге Order of Merit.

### 2003–2005
Три года после второй победы Пата на чемпионате мира были отмечены контрастными результатами. С одной стороны Пат одержал ряд побед над Тейлором. Однако он не смог закрепить эти победы и не выиграл ни одного мейджора с февраля 2003 по 2005 год. Успехи были небольшими - Пат выиграл первый турнир после своей победы на чемпионате мира, в котором он принял участие – региональный финал UK Open, по пути победив Тейлора, а позже добавил к нему победы в турнирах Windy City Open и дважды - в Vauxhall Open. Но побед в мейджорах не последовало. Парт одержал еще одну победу над Тейлором в полуфинале Las Vegas Desert Classic, но проиграл в финале Питеру Манли со счётом 12–16.
Далее последовали вылеты в 1/8 финала на турнирах UK Open и World Matchplay. В октябре Пат второй раз подряд вышел в финал Мирового Гран-при. Однако Тейлор снова уверенно победил Пата со счётом 7–2. К этому моменту Тейлор также вернул себе первое место в мировом рейтинге.
2004 год начался с очередного поражения. Канадец начал выступление на чемпионат мира как действующий чемпион, в третьем раунде, где он встретился с дебютантом Марком Дадбриджем, но проиграл со счётом 4–3. Фил Тейлор вернул себе титул чемпиона мира, одержав победу над Кевином Пейнтером в финале со счётом 7–6. Парт добился большего успеха в Северной Америке, где он снова выиграл Canadian Open (в 3-й раз) и чемпионат Канады (в 4-й раз), а также Кубок Северной Америки. Несмотря на то, что Тейлор вернул себе титул чемпиона мира, Пат снова победил его в четвертьфинале UK Open со счётом 8–6. Затем Пат вышел в свой единственный финал мейджора в 2004 года, но был побеждён в финале Роландом Схолтеном со счётом 11–6. На турнире World Matchplay Пат начал с победы со счётом 10–0 над Колином Монком в первом раунде, а затем победил Боба Андерсона во втором раунде, где Пат пережил четыре матч-дротика противника и в конечном итоге выиграл на тай-брейке со счётом 17–15. В своем четвертьфинальном матче против Энди Дженкинса Пат уступал 7–11, но отыгрался, и в конечном итоге выиграл 16–14 и вышел в полуфинал на Тейлора, причем Парт выиграл 3 из предыдущих 4 матчей против Тейлора на Sky Sports. Несмотря на недавние победы, Пат начал полуфинал против Тейлора плохо, набирая в среднем всего 80 очков и наблюдая, как Тейлор вырвался вперед со счетом 10–0. Тем не менее, Пат улучшил свою игру с одиннадцатого лега, но проигрыш в первых десяти оставил Пата с слишком большим объемом работы. Тейлор выиграл матч со счетом 17–8. После победы над Патом Тейлор обыграл Марка Дадбриджа в финале со счётом 18–8 и завоевал свой пятый подряд и седьмой в общей сложности титул чемпиона World Matchplay.
В 2005 году Парт не выиграл ни одного турнира. На чемпионате мира Пат дошел до стадии 1/8 финала, но снова встретился с Дадбриджем и снова проиграл ему со счётом 4–2 (в конечном итоге Тейлор победил Дадбриджа в финале). После чемпионата мира Парт был приглашен в первый сезон нового турнира Премьер-лиги, но, несмотря на то, что он находился в хорошей позиции после 5 туров, Пат затем проиграл шесть матчей подряд и занял шестое место из семи участников. Кульминацией 2005 года для Пата стали два телевизионных матча против Тейлора. В то время как Фил доминировал в телевизионных турнирах, Пат скатывался вниз в рейтинге. Тем не менее, Пат оставался единственным серьезным соперником Тейлора в это время. В июне в матче 1/8 финала UK Open Пат переигрывал Тейлора и вёл в счёте 4–0, 7–1 и 10–6 по ходу матча, но Тейлор отыграл отставание, выиграл матч со счётом 11–10 и впоследствии выиграл турнир. Пат отомстил за это поражение в июле в четвертьфинале World Matchplay. Хотя Тейлор вышел вперёд в начале мачта 4–1, Пат отыгрался и повёл 5–4 и 7–5. После того, как Тейлор сравнял счёт 7–7, игроки обменивались легами до счёта 11–11. Затем Пат выиграл пять легов подряд и добился победы со счётом 16–11, положив конец 27-матчевой победной серии Тейлора в World Matchplay и нанеся ему первое поражение на этом турнире с 1999 года. После победы над Тейлором, Пат встретился в полуфинале с Питером Манли, в повторении финала Las Vegas Desert Classic 2003 года, который Парт проиграл. Манли выиграл свой четвертьфинальный матч против Уэйна Мардла после того, как отыгрался со счета 9–14, чтобы выиграть со счетом 16–14. В полуфинале Парт также лидировал со счетом 14–9, но Манли угрожал повторить камбэк, доведя счет до 14–14, а после даже выйдя вперед со счетом 16–15. Но в конечном итоге Парт выиграл матч на тай-брейке со счетом 18–16 и вышел в финал. Однако в финале, на этот раз против Колина Ллойда, Пат снова проиграл со счётом 18–12, а Ллойд закрыл 170 очков в финальном леге.
В целом, охватывая 2003-2005 годы, Пат победил Тейлора четыре раза в телевизионных матчах, став ответственным за четыре из пяти его поражений в этот период, но после проигрывал в финалах трёх из четырех турниров, где он победил Тейлора. Эта статистика, в сочетании с неудачной кампанией Премьер-лиги и двумя поражениями на чемпионатах мира от Дадбриджа, сделала этот период менее плодотворным для Пата, что отразилось на его падении на 11-е место в рейтинге Order of Merit.

### 2006–2008: Чемпион Лас-Вегаса и третье мировое чемпионство
2006 год стал знаменательным как для PDC, так и для карьеры Пата. Из BDO в PDC перешёл четырехкратный чемпион мира Раймонд ван Барневельд. С приходом ван Барневельда и его участием в Премьер-лиге, Пат больше не воспринимался как главный соперник Тейлора (Пат не побеждал Тейлора в телевизионных матчах с момента его победы на World Matchplay в 2005 году). Пошатнувшемуся статусу Пата не способствовало и поражение в третьем раунде чемпионата мира от Уэйна Мардла. Несмотря на эти неудачи, карьера Пата пережила своего рода обновление в последующие три года. В июле он выиграл свой первый крупный титул с чемпионата мира 2003 года, одержав победу в Las Vegas Desert Classics. Этот турнир был успешным для Пата - за восьмилетнюю историю турнира Джон достиг шести полуфиналов, но только в 2006 году выиграл трофей. В 2003 году он проиграл в финале Питеру Манли, победив Фила Тейлора в полуфинале; на этот раз то же самое сделал ван Барневельд. Голландец победил Тейлора в полуфинале, но в напряженном финале при счёте 3–3 по сетам, канадец выиграл девять из последующих одиннадцати легов, обеспечив себе победу со счётом 6–3 и второй крупный титул в PDC.
Однако другие результаты Пата в 2006 году были незначительными, включая поражение от Фила Тейлора со счётом 13–2 во втором раунде World Matchplay. Зрители ожидали очередной напряженный матч, однако он оказался разочаровывающим. Тейлор играл ниже среднего, а Пат играл плохо на протяжении всего матча. Чемпионат мира 2007 также оказался неудачным. На этот раз Пат был выбит во втором раунде Крисом Мэёсоном. Это поражение означало, что Парт не выходил в четвертьфинал чемпионата мира с момента своей победы в 2003 году, в то время как ван Барневельд победил Фила Тейлора в финале со счётом 7–6 и завоевал свой первый титул чемпиона в PDC и пятый в общей сложности.
Но к концу 2007 года Парт вернулся к своей лучшей форме. Он дошел до трех полуфиналов мейджоров: US Open; Мировго Гран-при и Las Vegas Desert Classic (хотя в последнем он не смог защитить свой титул). Благодаря этим выступлениям, он начал выступление на чемпионате мира 2008 года в качестве 11-го сеяного, хотя его и не считали одним из главных фаворитов этого события. Тем не менее, Парт уверенно продвигался по турниру, установив самый высокий показатель среднего набора на турнире (99.06) во втором раунде против Менсура Сульовича (4-1). Затем он прошел через напряженный четвертьфинал против Игрока года PDC 2007 года и третьего сеяного Джеймса Уэйда, выиграв в решающем сете 5–4. В полуфинале он, как и в триумфальном для себя 2003 году, столкнулся с Кевином Пэйнтером и снова одержал победу, на этот раз со счетом 6–2, и оказался в своем четвертом финале чемпионата мира.
На турнире, где главные фавориты оступились (Тейлор проиграл в четвертьфинале Уэйну Мардлу со счётом 5–4, а действующий чемпион ван Барневельд был выбит Пэйнтером в третьем раунде), противником Пата в финале стал Кирк Шепард, 21-летний дебютант и на тот момент самый молодой финалист чемпионатов мира. Матч напоминал его финал 1994 года против Бобби Джорджа, но теперь Парт был в роли признанного ветерана, а Шепард - молодого дебютанта. Но хотя Шепард проявил замечательную смелость и имел немного везения, победив игроков из первой десятки PDC, включая Мардла, Питера Манли и Терри Дженкинса, опыт Пата сказался на результате. Канадец вырвался вперед со счётом 4–0, и хотя Шепард сократил счёт до 5–2, Парт выиграл два последних сета и матч со счётом 7–2, и завоевал третий титул чемпиона мира. Таким образом, он присоединился к Тейлору, ван Барневельду, Бристоу и Джону Лоу в качестве пятого игрока, который выиграл более двух чемпионатов мира (позже Майкл ван Гервен станет шестым). С этой победой он также стал вторым игроком после Тейлора, выигравшим чемпионат PDC более одного раза. Парт также установил новый рекорд, став первым игроком, который выиграл чемпионат мира на трех площадках – выиграв чемпионат BDO 1994 года в Лейксайде, титул PDC 2003 года в Circus Tavern и 2008 - в Александра-палас.
Однако годы после побед Парта на чемпионатах мира 1994 и 2003 были мало успешными, и 2008 последовал той же тенденцией. Поначалу Парт добился некоторого успеха - как и в 2003 году, он выиграл первый турнир, в котором участвовал как чемпион мира, одержав победу в Gibraltar Players Championship. Но это победа стала для него единственной в турнирах PDC за следующие два года. Приглашенный в Премьер-лигу во второй раз, Пат был в плохой форме на протяжении всего турнира и закончил лигу на последнем месте. Весь год Пата был отмечен ранними поражениями в большинстве телевизионных турниров, несмотря на его высокий посев. Наиболее показательным стал вылет от Мервина Кинга в первом раунде Las Vegas Desert Classic, турнира, в котором Пат преуспевал на протяжении многих лет. В завершение ужасного года, защита титула чемпиона мира для Пата закончилась так же плохо, как и в 2004 году. На Чемпионате мира 2009 года он сыграл против американца Билла Дэвиса, прошедшего через предварительную квалификацию, но не выиграл ни сета, и его третья защита титула закончилась поражением со счётом 3–0 в первом раунде.

## Выступления на чемпионатах мира

### BDO
- 1994: Победитель (победа над Бобби Джорджем 6–0)
- 1995: Второй раунд (поражение от Пола Уильямса 2–3)
- 1996: Второй раунд (поражение от Стива Битона 0–3)
- 1997: Второй раунд (поражение от Роджера Картера 1–3)

### PDC
- 1998: Групповой этап (победа над Полом Лимом 3–1, поражение от Питера Эвисона 2–3)
- 1999: Первый раунд (поражение от Алана Уорринера-Литтла 0–3)
- 2000: Второй раунд (поражение от Денниса Смита 0–3)
- 2001: Финалист (поражение от Фила Тейлора 0–7)
- 2002: Четвертьфинал (поражение от Фила Тейлора 0–6)
- 2003: Победитель (победа над Филом Тейлором 7–6)
- 2004: Третий раунд (поражение от Марка Дадбриджа 3–4)
- 2005: Четвёртый раунд (поражение от Марка Дадбриджа 2–4)
- 2006: Третий раунд (поражение от Уэйна Мардла 2–4)
- 2007: Второй раунд (поражение от Криса Мэйсона 2–4)
- 2008: Победитель (победа над Кирком Шефердом 7–2)
- 2009: Первый раунд (поражение от Билла Дэвиса 0–3)
- 2010: Второй раунд (поражение от Кирка Шеферда 1–4)
- 2011: Первый раунд (поражение от Пера Лаурсена 0–3)
- 2012: Четвертьфинал (поражение от Джеймса Уэйда 4–5)
- 2013: Второй раунд (поражение от Терри Дженкинса 1–4)
- 2014: Второй раунд (поражение от Уэса Ньютона 0–4)
- 2015: Первый раунд (поражение от Кигана Брауна 2–3)

### WDST
- 2022: Второй раунд (поражение от Джона Уолтона 1–3)
- 2023: Второй раунд (поражение от Дэрила Фиттона 2–3)
- 2024: Первый раунд (поражение от Ричи Хоусона 0–3)

## Леги за 9 дротиков
| Дата         | Противник    | Турнир               | Способ                          | Прим. |
| ------------ | ------------ | -------------------- | ------------------------------- | ----- |
| 16 июля 2011 | Марк Уэбстер | World Matchplay 2011 | 3 x T20; 3 x T20; T20, T19, D12 |       |